# 삼위일체회 십자가

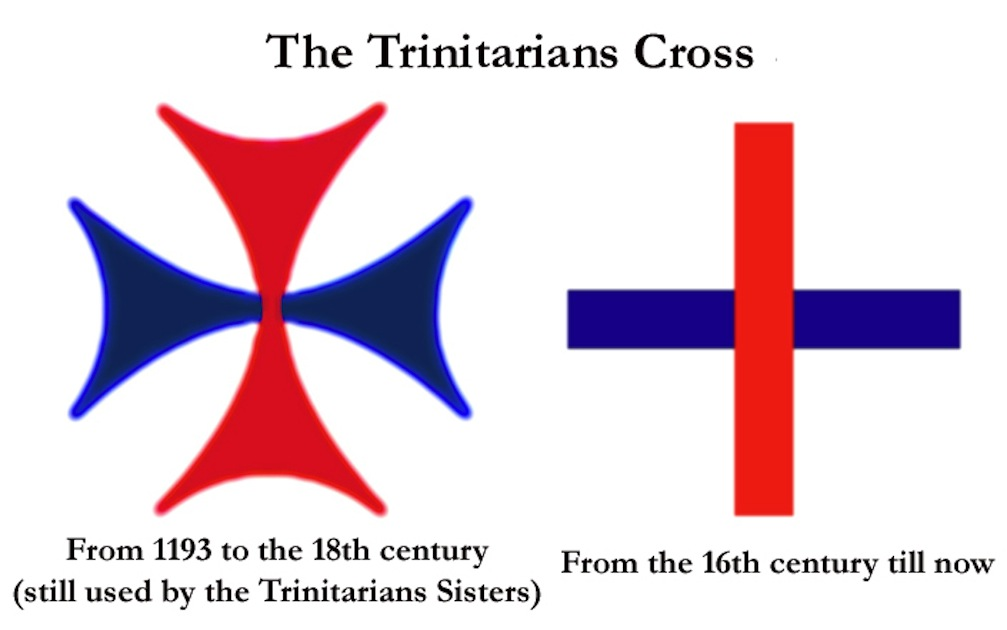
삼위일체 수도회를 상징하는 십자가

삼위일체회 십자가는 삼위일체 수도회의 수도복의 하나인 스카폴라의 앞면에 세겨져 있는 십자가 문양이다. 삼위일체회 십자가는 각각 빨강 파랑의 십자가모양이 흰 바탕위에 그려져 있는 모습을 띠고 있으며 흰색은 성부, 빨강은 성령 그리고 파랑은 성자을 상징한다.
삼위일체회 십자가는 수도회 창설을 위해서 세르푸아에서 마타의 성 요한과 은수자 발루아의 성 펠릭스와 동료 은수자들이 모여 규칙서를 작성하는 시기에 사슴의 두 뿔 사이로 발현한 십자가의 형상을 그대로 본떠 만든 십자가이다.

## 쓰임
삼위일체회 십자가는 1198년 창설 당시 교황 인노첸시오 3세에게서 수여 받은 수도복에 세겨졌으며 당시에는 십자가의 네 끝부분이 넓게 퍼지는 십자가의 형상을 하였다. 이후, 삼위일체 수도회의 계혁자 성인인 성 요한 콘셉시오는 겸손의 미덕을 십자가에 드러내기 위하여 넓게 퍼지는 십자가의 끝부분을 단순한 십자가의 형상으로 바꿈으로서 현재의 삼위일체 수도회의 십자가의 모습을 갖추게 되었다.
삼위일체회 십자가의 특징은 다른 십자가들과 달리 가로와 세로의 길이가 동일하다.